# Catedral de San José (Alepo)
La Catedral de San José (en árabe: كاتدرائية القديس يوسف) es el nombre que recibe un edificio religioso que funciona como la catedral de la Eparquía católica caldea de la ciudad de Alepo (Eparchia Aleppensis Chaldaeorum), en el norte del país asiático de Siria.
Esta es la sede episcopal de catorce parroquias (en 2009) atendidas por una docena de sacerdotes que trabajan por alrededor de 35.000 bautizados (en 2009). Su obispo titular es Antoine Audo, S.J. La catedral está dedicada a San José, considerado por los cristianos el padre adoptivo de Jesús.
Esta bajo la responsabilidad pastoral del obispo Antoine Audo. La eparquía de Alepo de los caldeos funciona desde 1957 cuando fue creada por el papa Pío XII mediante la bula Quasi pastor.